# هونسروک (نیدرزاکسن)
هونسروک (به آلمانی: Hunnesrück) یک منطقهٔ مسکونی در آلمان است که در دازل واقع شده‌است. هونسروک ۱۸۸ نفر جمعیت دارد.